# Phoradendron galeanum
Phoradendron galeanum är en sandelträdsväxtart som beskrevs av Kuijt. Phoradendron galeanum ingår i släktet Phoradendron och familjen sandelträdsväxter. Inga underarter finns listade i Catalogue of Life.